# گالامبوک
گالامبوک (به مجاری:  Galambok) یک شهرداری در مجارستان است که در ناحیه نادْیْ‌کانیژا واقع شده‌است. گالامبوک ۲۵٫۹۱ کیلومتر مربع مساحت و ۱٬۲۶۰ نفر جمعیت دارد.